# Villa Roth
Villa Roth (también conocida como Estación Ingeniero Balbín), es una localidad del partido de General Pinto, en la provincia de Buenos Aires, Argentina.

Se encuentra a 40 km de la ciudad de General Pinto, por camino de tierra.

## Toponimia
El nombre de la estación ferroviaria recuerda al Ingeniero Valentín Balbín, ministro de Hacienda de la provincia de Buenos Aires.

## Población
Cuenta con 38 habitantes (Indec, 2010), lo que representa un decremento del 50 % frente a los 76 habitantes (Indec, 2001) del censo anterior.
| Gráfica de evolución demográfica de Villa Roth entre 1991 y 2010 |
|                                                                  |
| Fuente: Censos nacionales del INDEC                              |